# Bitwa o Rostów (1941)

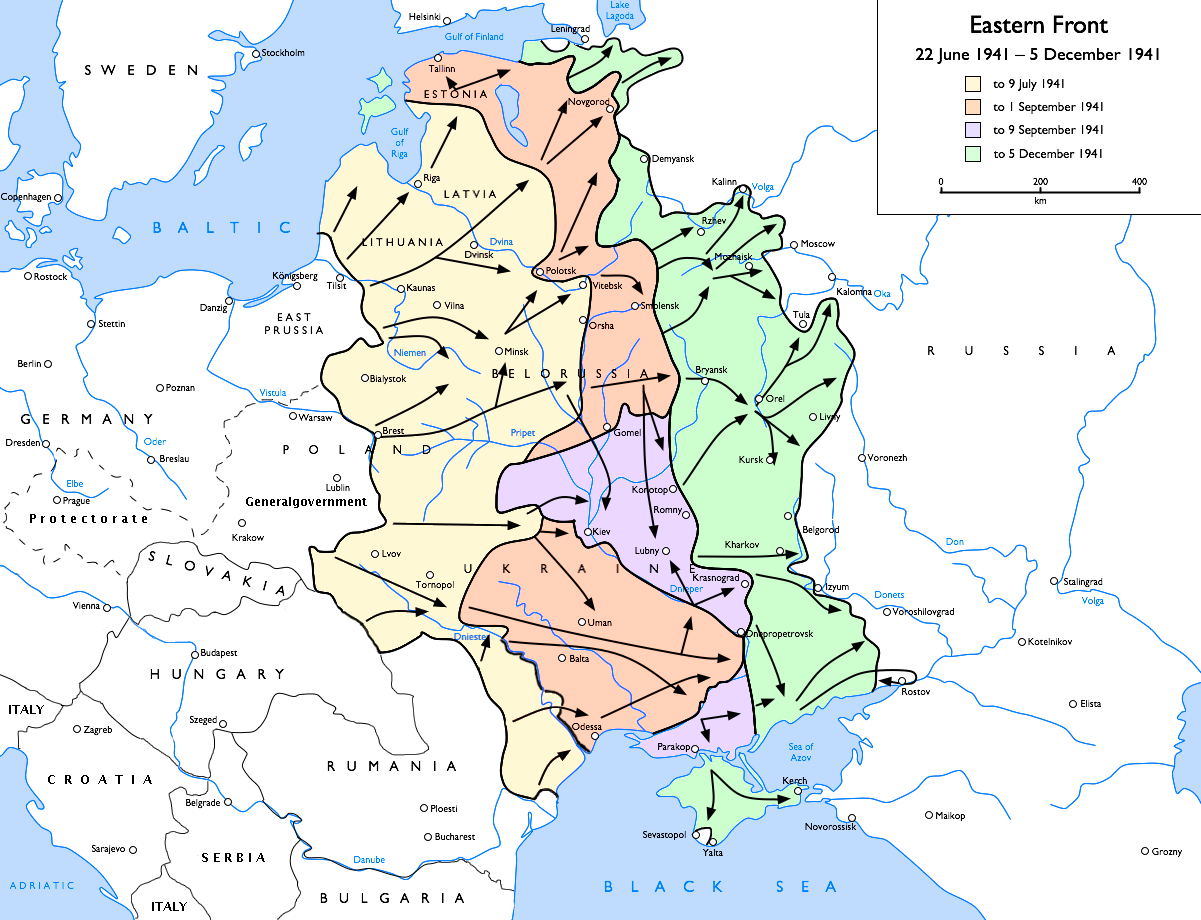
Przebieg linii frontu podczas bitwy o Rostów

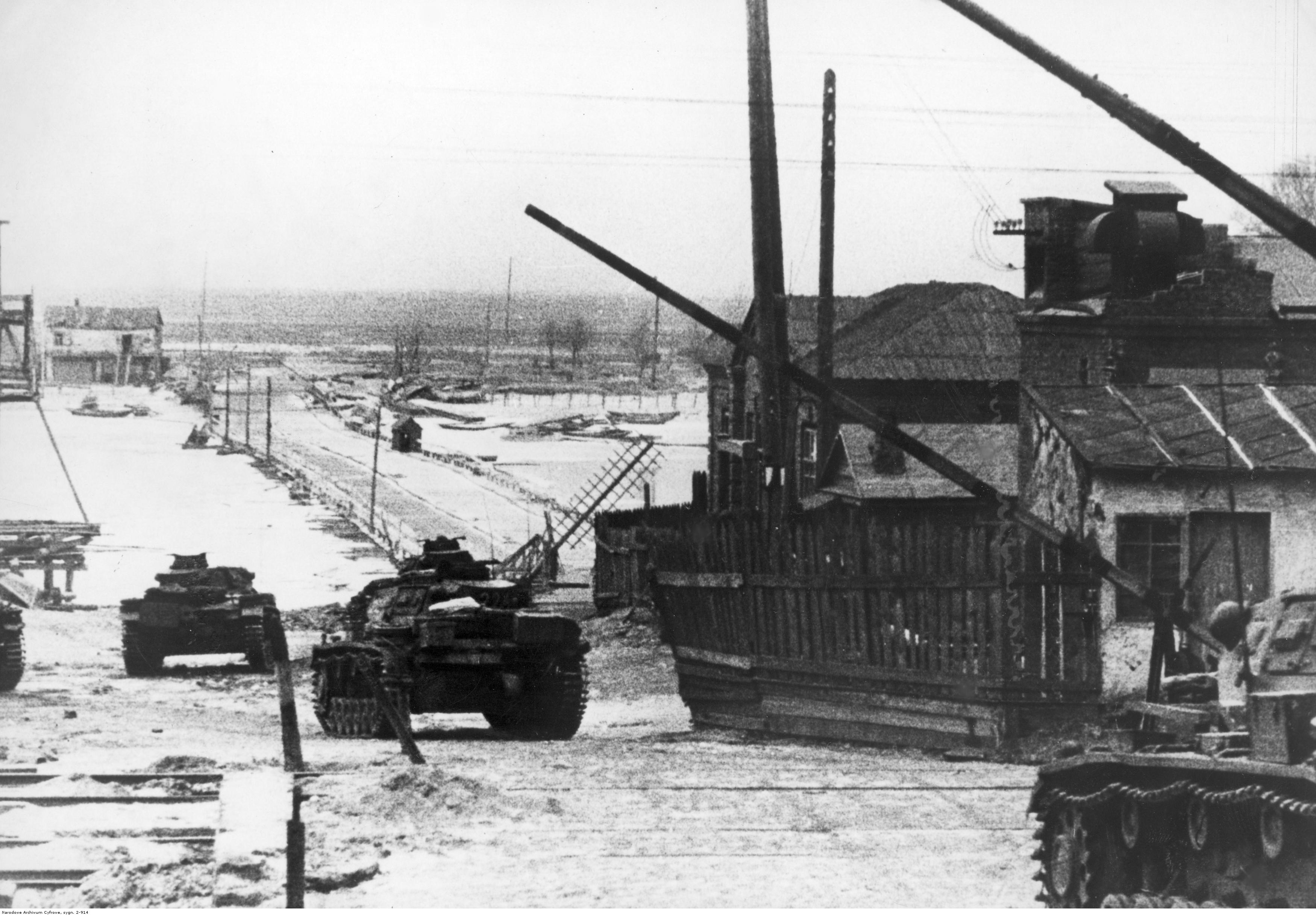
Kolumna niemieckich czołgów Panzer III w Rostowie, listopad 1941 r.

Bitwa o Rostów – bitwa stoczona jesienią 1941 roku w czasie niemieckiego ataku na Związek Radziecki, zakończona pierwszą porażką armii niemieckiej w starciu z Armią Czerwoną, w wyniku której odbity został Rostów nad Donem.
Bitwa składała się z trzech faz: niemieckiej azowskiej operacji ofensywnej realizowanej przez Grupę Armii Południe gen. Gerda von Rundstedta (rozpoczętej 12 września 1941 r.) radzieckiej rostowskiej operacji obronnej (5–16 listopada 1941 r.) Frontu Południowego gen. Jakowa Czeriewiczenki i rostowskiej operacji ofensywnej (27 listopada – 2 grudnia 1941 r.) przeprowadzonej przez ten sam Front.
Po przeprawieniu się przez rzekę Mius 17 listopada siły niemieckie wzięły do niewoli 10 000 żołnierzy radzieckich i 21 listopada zajęły Rostów. Sześć dni później Front Południowy, wzmocniony nowo powstałą 37 Armią, kontratakował z północy i zagroził otoczeniem nadmiernie rozproszonego niemieckiego III Korpusu Armijnego. Rundstedt nakazał odwrót z Rostowa do linii rzek Mius, aby zapobiec okrążeniu, co skłoniło Adolfa Hitlera do natychmiastowego zwolnienia go ze stanowiska. Następca Rundstedta, gen. Walther von Reichenau, potwierdził rozkaz wycofania się przy wsparciu szefa sztabu Naczelnego Dowództwa Wojsk Lądowych Franza Haldera. Armia Czerwona ponownie zajęła Rostów 28 listopada. 
Była to pierwsza udana, duża radziecka kontrofensywa II wojny światowej, a zarazem pierwsza porażka Wehrmachtu w starciu z Armią Czerwoną.

## Preludium
Po zakończeniu bitwy o Kijów we wrześniu 1941 r. niemiecka Grupa Armii Południe przesunęła się z Dniepru nad wybrzeże Morza Azowskiego. 6 Armia gen. Walthera von Reichenau zdobyła Charków w pierwszej bitwie o to miasto. 17 Armia gen. Carla-Heinricha von Stülpnagela przeszła przez Połtawę w kierunku Woroszyłowgradu. 11 Armia gen. Ericha von Mansteina przeniosła się na Półwysep Krymski i przejęła kontrolę nad całym półwyspem jesienią (z wyjątkiem Sewastopola, który bronił się do 3 lipca 1942 r.).
1 Armia Pancerna gen. Ewalda von Kleista wysunęła się z Kijowa i okrążyła wojska radzieckie pod Melitopolem w październiku, a następnie zaatakowała na wschód wzdłuż brzegu Morza Azowskiego w kierunku Rostowa u ujścia rzeki Don, znanej jako brama na Kaukaz.

## Azowska operacja ofensywna
Rostów został wyznaczony jako cel dla 11 Armii dowodzonej teraz przez gen. Eugena Rittera von Schoberta, ten jednak zginął w katastrofie lotniczej tego samego dnia po wylądowaniu samolotem łącznikowym na polu minowym. Aby go zastąpić, Mansteinowi polecono przenieść się z spod Leningradu do skrajnie południowego sektora frontu. Miał otrzymać także wsparcie od 4 Floty Powietrznej Luftwaffe.
W tym czasie LIV Korpus Armijny 11 Armii był nadal zaangażowany w walkę na Krymie, a ponieważ siły rumuńskie wciąż prowadziły oblężenie Odessy, zasoby armii na ofensywę w kierunku Rostowa zostały poważnie ograniczone nawet w obliczu wycofujących się sił Armii Czerwonej. Dlatego Manstein początkowo zastąpił LIV Korpus mniejszym XXX Korpusem Armijnym oraz XLIX Korpusem Górskim i rozkazał LIV Korpusowi dołączyć do pierwszego szeregu w drodze do Rostowa.
Pod koniec września rumuńska 3 Armia dołączyła do 11 Armii w czasie jej natarcia w kierunku Rostowa, ale została poważnie wyczerpana atakami radzieckich 9 i 18 Armii 26 września. To wymusiło zatrzymanie natarcia armii w celu ochrony jej flanki i zmusiło Mansteina do użycia jego jedynej mobilnej jednostki rezerwowej, Brygady Leibstandarte, aby wzmocnić rumuńską obronę.

## Rostowska operacja obronna
Radziecki kontratak przeprowadzony w ramach donbasko-rostowskiej generalnej strategicznej operacji obronnej (29 września–16 listopada 1941 r.) zmusił również Grupę Armii Południe Rundstedta do oddelegowania swojej 1 Armii Pancernej do wykonania manewru mającego na celu uzyskanie lepszej pozycji do dalszego przeciwdziałania radzieckim kontruderzeniom w rumuńskim sektorze frontu, a także próbę okrążenia dwóch armii radzieckich, co częściowo zakończyło się sukcesem w rejonie Czernigówki, gdzie 8 października dowódca radzieckiej 18 Armii, gen. por. Andriej Smirnow został zabity przez ostrzał artyleryjski na swoim stanowisku dowodzenia we wsi Popowka podczas próby wydostania się z okrążenia pomiędzy 5 a 10 października 1941 r. Hitler zinterpretował to jako tak wielki sukces, że ogłosił „zakończenie bitwy o Morze Azowskie” 11 października, zanim żołnierze osiągnęli nawet swój podstawowy cel.
Widząc, że droga do Rostowa i Kaukazu jest otwarta, Hitler nakazał przeniesienie głównego cieżaru ofensywy z 11 Armii na 1 Armię Pancerną i dołączenie do niej źle przygotowanej rumuńskiej 3 Armii, Włoskiego Korpusu Alpejskiego oraz Słowackiej Brygady Zmotoryzowanej. Niemiecka 11 Armia została przeniesiona z powrotem na Krym, aby dokonać przełamania frontu na Przesmyku Perekopskim. Podczas późniejszej reorganizacji sił Osi, III Korpus Pancerny i XIV Korpus Pancerny objęły prowadzenie, wspierane przez XLIX Korpus Górski, który niedawno przybył z Krymu.
Do 17 października 1941 r. rzekę Mius przekroczyła 14 Dywizja Pancerna, Taganrog został zdobyty przez wojska niemieckie, a oddziały górskie wkroczyły do Stalino, zmuszając nowo utworzoną 12 Armię do ponownego wycofania się. Jednak zaczęły się jesienne deszcze, a rasputica spowolniła postępy 1 Armii Pancernej do „metrów za metrem”. Oznaczało to, że wiodące jednostki niemieckie dotarły na obrzeża Rostowa dopiero w połowie listopada, tracąc bezpośredni kontakt z Armią Czerwoną.
Atak na Rostów rozpoczął się 17 listopada, a 21 listopada Niemcy zajęli miasto. Jednak niemieckie linie zostały nadmiernie rozciągnięte, a ostrzeżenia von Kleista, że jego lewa flanka była zbyt odsłonięta, a czołgi stały się bezużyteczne w mroźnej pogodzie, zostały zignorowane.

## Rostowska operacja ofensywna
27 listopada 37 Armia dowodzona przez gen. por. Antona Łopatina w ramach rostowskiej strategicznej operacji ofensywnej (17 listopada – 2 grudnia 1941 r.) kontratakowała wysunięte jednostki 1 Armii Pancernej z północy, zmuszając nieprzyjaciela do wycofania się za miasto. Adolf Hitler próbował przeciwdziałać odwrotowi swoich wojsk. Kiedy von Rundstedt odmówił posłuszeństwa, Hitler zwolnił go i zastąpił von Reichenauem. Jednak Reichenau od razu zauważył, że Rundstedt miał rację i udało mu się przekonać Hitlera za pośrednictwem Franza Haldera, aby zezwolił na wycofanie się, po czym 1 Armia Pancerna została zepchnięta z powrotem za rzekę Mius w Taganrogu. Był to pierwszy znaczący odwrót sił niemieckich na froncie podczas II wojny światowej.